# Spinální svalová atrofie
Spinální svalová atrofie (anglicky spinal muscular atrophy, SMA) jsou vrozená onemocnění, při nichž dochází k postupnému ubývání svalstva, a tedy schopnosti se pohybovat. Postiženy bývají více dolní končetiny než horní, nemocní také mívají potíže s polykáním, později i s dýcháním. Postup nemoci je individuální, protože ho ovlivňuje řada faktorů. Jednou z vážných a častých komplikací je dechová nedostatečnost, která se může stát i příčinou smrti.
Rozlišují se 4 hlavní skupiny této nemoci:
1. infantilní (SMA I)
2. intermediální (SMA II)
3. juvenilní (SMA III)
4. adultní (SMA IV)

## SMA I
SMA I. typu, akutní infantilní forma (též nemoc Werdniga a Hoffmanna I) byla pojmenována podle G. Werdniga a J. Hoffmanna, kteří chorobu jako první popsali. Ta se projevuje obvykle během prvních 4–6 měsíců věku opožďováním motorického vývoje. Hned po narození ale bývá patrná výrazná svalová hypotonie a chudost pohybu. Děti trpící SMA I obvykle nepřežily 2 roky života.
V posledních 4 letech se objevily léky, jež mohou dle dostupných testů a dat postup nemoci zpomalit či pozastavit. Převratným je lék Zolgensma, jehož první klinická studie NCT02122952 zvaná START zjišťovala úspěšnost léku u 15 dětí s počátečním věkem do 6 měsíců. Pacienti byli rozděleni do dvou skupin, jedna s 12 dětmi dostala vyšší dávku Zolgensmy, 3 děti dostaly nižší dávku léku Zolgensma. Ve 20měsících věku sledovaných dětí byly všechny bez příhody (úmrtí či trvalé ventilace).
Dle studie AVXS-101-CL-303 byl proveden výzkum u 22 pacientů s SMA 1.typu a dvěma kopiemi SMN2. Při podání léku Zolgensma byl jejich věk v rozmezí 0,5 až 5,9 měsíců. Ze 22 dětí tři předčasně odstoupily,neboť u dvou došlo k příhodě (úmrtí nebo trvalé ventilaci), což znamená 90,9% (95% CI: 79,7%, 100,0%) přežití bez příhody (pacient je živ a bez trvalé ventilace) ve věku 14 měsíců. Dle SÚKL se jednalo o 21 dětí zařazených do výzkumu. Dle SMA News Today a počtu pacientů zapojených do výzkumu (22) se jednalo rovněž o výzkumnou skupinu nazvanou STR1VE (NCT03306277).
Evropská studie nazvaná STR1VE-EU (NCT03461289) má podobné předběžné výsledky, závěry budou známy na podzim 2020.
Hodnocenými parametry účinnosti léku jsou:
- 1) Přežití dítěte
- 2) Životní závislost na plicní ventilaci
- 3) Sezení bez opory po určitou dobu v určitém věku.
- 4) Nutriční podpora
- 5) Tzv. CHOP INTEND (Children’s Hospital of Philadelphia Infant Test of Neuromuscular Disorders).

Lék Zolgensma pomáhá například slovenskému chlapci Riškovi, který trpí SMA I, a lék dostal krátce před 2.narozeninami.
 Lék dostal i 23 měsíční chlapec Axel, který má tracheostomii, v New Orleans v USA.

## SMA II
Příznaky SMA II. typu, chronické infantilní nebo intermediální formy (též nemoci Werdniga a Hoffmanna II), se začínají obvykle objevovat mezi 6. až 24. měsícem věku. Tyto děti se zpravidla naučí sedět, někdy dokáží i samy stát nebo udělat pár prvních krůčků. Samostatné chůze nejsou ale nikdy schopny, brzy totiž dochází k poklesu dosažené úrovně motorického vývoje včetně schopnosti stát.
Intelekt těchto dětí však není postižen. Díky dlouho přetrvávající hybnosti rukou mohou ovládat elektrický vozík, a tak se aspoň částečně samostatně pohybovat, což je pro ně velmi významné z psychického hlediska. Jsou však velice náchylné k respiračním infekcím a příčinou jejich úmrtí bývá nezvládnutá dechová nedostatečnost.
Pokud mají lidé s SMA II. typu zajištěnu kvalitní péči, dožívají se průměrně 30–50 let. U SMA I a II se většinou vyvine těžká skolióza, což spolu se slabostí dýchacího svalstva může vést k závažným plicním komplikacím i smrti.

## SMA III
SMA III. typu, juvenilní forma (též nemoc Wohlfartova-Kugelbergova-Welanderové), začíná obvykle v předškolním či školním věku. Nejprve se obvykle projeví poruchami chůze vyvolanými narůstající slabostí svalstva nohou. Postupně se horší i hybnost rukou, klesá síla svalstva trupu. Mezi 20 až 40 lety věku pacienti ztrácejí pohyblivost.

## SMA IV
SMA IV. typu (adultní forma) se první příznaky obvykle objeví až po 35. roce. Postup nemoci bývá obvykle velmi pomalý.

## Léčba
Léčba příčin této nemoci dosud neexistuje; do jisté míry lze ovlivňovat její příznaky. Obtíže některých pacientů může významně zlepšit podpůrná plicní ventilace, která může částečně zpomalit i postup základního onemocnění. Tomu napomáhá také rehabilitace s využitím Vojtovy metody, vodoléčby a elektroléčby. Hlavním cílem je co nejdelší udržení hybnosti a pokud možno i zajištění vzpřímeného postoje, např. za pomoci stavěcího stolu nebo ortéz. Spočívá v tom i prevence vzniku skoliózy a osteoporózy i dýchacích a trávicích obtíží.
Odborníci chtějí dosáhnout plošného screeningu novorozenců kvůli včasnému podchycení pacientů se SMA, což by vedlo k lepším výsledkům léčby. Včasná terapie by dle odborníků mohla umožnit normální motorický vývoj člověka s touto nemocí.

### Léky
- Spinraza(Nusirensen) – první vyvinutý lék, povolený v prosinci 2016, udržovací dávka se podává 3× ročně – tj. jednou za 4 měsíce po celý život.

V ČR lze od března 2020 aplikovat i dospělým lidem se SMA.
- Zolgensma – genetický lék povolený od roku 2019 v některých zemích pro léčbu dětí se SMA do dvou let, aplikuje se jedna dávka. V Evropské unii se očekávalo schválení v červnu 2020. V ČR byl lék 20. dubna 2020 mimořádně schválen pro 3 děti se SMA mladší 2 let s aplikací ve Fakultní nemocnici v Motole. Lék po prvotním schválení neměl být hrazen pojišťovnou, ale z probíhajících veřejných sbírek.[11] Na konci dubna 2020 bylo rozhodnuto, že lék těmto 3 dětem uhradí jejich zdravotní pojišťovny.[12]
  - 20.5.2020 dostal lék podmínečnou registraci na jeden rok od Evropské komise, což umožní standardní podávání léku v Evropské unii s omezeními vztahujícími se k účinkům léku (váha dítěte).[13]
  - Lék se v současnosti (v roce 2020) testuje na různých kontinentech a ve věkových skupinách až do 5let (u SMA II), připravuje se výzkum u pacientů bez omezení věku a typu SMA.[2]
  - Lék byl v létě 2020 aplikován pouze dvěma dětem ze 3dětí, kterým bylo proplacení léku pojišťovnou mimořádně schváleno. Jedno z dětí mělo v době schválení takové lékařské výsledky, které vedly v létě 2020 k nedoporučení léčby Zolgensmou ve FN MOTOL.[14] Jedním z hlavních problémů byla intubace a plicní ventilace dítěte.[15] V USA však intubované dítě na plicní ventilaci léčené Spinrazou po soudní při Zolgensmu dostalo, přežilo a dělá pokroky.[16][17] Jeho sestra dostala Zolgensmu jako 4dny staré mimino ve Woman’s Hospital v Baton Rouge. V únoru 2021 se jednalo o nejmladší známé dítě, co dostalo tento lék.[18]
  - Lék byl do prosince 2020 podán 5 dětem, nejen ve FN Motol, ale i ve FN Brnoa v Thomayerově nemocnici.[19] K 27. 2. 2023 lék dostalo 39 dětí.[20][21]
  - V prosinci 2020 vyjednala VZP s výrobcem léku výraznou slevu léku kvůli hromadné objednávce pro 13 dětí, kterým ho lékaři doporučují a akutně lék z časových důvodů potřebují, neboť limitem pro podání léku je v České republice den 3.narozenin a váha 13,5kg.[22][23] V roce 2023 proplácí lék i další zdravotní pojišťovny.[20]
  - V Anglii a ve Skotsku byla Zolgensma schválená v březnu 2021, v Anglii ještě nebyly oznámeny všechny omezující faktory pro podání léku, například určitý věk a určitá váha pro podání Zolgensmy.[24][25] Scottish Medicines Consortium 21.3. 2021 oznámilo podmínky pro podání Zolgensmy ve Skotsku – musí být diagnostikována SMA 1 a pacient musí mít speciální mutaci na genu SMN1. Informace o možnosti podání Zolgensmy samoplátcům nebyly oznámeny.[26]

Jedná se o tzv. sirotčí léky, z anglického "orphan drugs", které se používají na léčbu vzácných nemocí. Sirotčí léky by za normálních podmínek a běžného stavu i přes vysokou cenu výrobcům nepokryly náklady na vývoj a výzkum. USA i Evropská unie mají zákony, jež podporují a subvencují společnosti, které se takový lék rozhodnou vyvinout.

## Risdiplam (Evrysdi)
V srpnu 2020 byl ve Spojených státech registrovaný lék pro SMA zvaný Risdiplam, který byl povolen v březnu 2021 také  v EU. Jeho výhodou je perorální podání. Je indikován pro všechny pacienty se SMN1 a pro ostatní pacienty starší 2 měsíců, jejichž počet kopií SMN2 genu se rovná nebo je nižší než 4.

## Plošný screening onemocnění u novorozenců
Od 1.1.2022 po dobu dvou let probíhá v České republice pilotní studie plošného screeningu novorozenců kvůli včasnému zjištění SMA a podání léčby. Je součástí tzv. novorozeneckého screeningu vzácných onemocnění. K 30.11.2022 bylo takto včas zjištěno 6 novorozenců se SMA.